# Dąbrówki (województwo podlaskie)
Dąbrówki – wieś w Polsce położona w województwie podlaskim, w powiecie białostockim, w gminie Wasilków.
Wieś królewska starostwa niegrodowego wasilkowskiego położona była w końcu XVIII wieku  w powiecie grodzieńskim województwa trockiego.
W latach 1919–1954 w granicach miasta Wasilkowa. W latach 1975–1998 miejscowość administracyjnie należała do województwa białostockiego.
Wierni kościoła rzymskokatolickiego należą do parafii Matki Bożej Bolesnej w Wasilkowie.